# Vanni Santoni
Vanni Santoni (Montevarchi, 30 settembre 1978) è uno scrittore italiano.
Dopo il debutto con il libro sperimentale Personaggi precari, s'impone all'attenzione della critica e del pubblico con romanzi corali di ambientazione realistica, come Gli interessi in comune, Se fossi fuoco arderei Firenze o il monumentale I fratelli Michelangelo, alle volte ibridati con elementi saggistici, come in Muro di casse o La stanza profonda. Ha praticato anche il genere fantastico con la saga di Terra ignota ed è stato tra i pionieri della scrittura collettiva col progetto SIC e il romanzo storico In territorio nemico.

## Biografia
Laureato in scienze politiche all'Università di Firenze, comincia a scrivere nel 2004 sulle pagine della rivista Mostro, nata in seno all'underground fiorentino dell'epoca; nel 2005 vince il concorso "Fuoriclasse" della casa editrice Vallecchi con il testo Vasilij e la morte. Nel 2006 vince il concorso "Scrittomisto" della casa editrice indipendente RGB ed esordisce con Personaggi precari, un libro sperimentale dove sono presentati in maniera frammentaria e quasi epigrammatica centinaia di personaggi e nella quale la ricostruzione della cui storia è affidata al lettore, con una tecnica di introspezione psicologica “momentista”, in cui il precariato è anzitutto condizione esistenziale. I suoi Personaggi precari sono tradotti in inglese (dal poeta Linh Dinh), in francese e in spagnolo. Personaggi precari esce per la seconda volta, in versione ampliata e con una postfazione di Raoul Bruni, nel 2013, per Voland; una terza volta, con ulteriori ampliamenti, nel 2017, e una quarta volta, di nuovo ampliato, nel 2024.
Nel 2007 fonda il progetto di scrittura collettiva SIC, il cui romanzo storico In territorio nemico esce poi nell'aprile 2013 per minimum fax.
Nel 2008 pubblica il suo secondo libro, e primo romanzo, Gli interessi in comune per Feltrinelli, "un romanzo corale sull'impossibilità di raccontarsi nella società contemporanea", in cui si narrano dieci anni di scorribande di un gruppo di giovani di provincia alla ricerca di un proprio mito di fondazione. Il romanzo vince il premio selezione "Scrittore toscano dell'anno". Irreperibile dal 2011, negli anni Gli interessi in comune diviene oggetto di culto da parte dei lettori, trovandosi al centro di vicende come raccolte di firme che ne invocano la ristampa, versioni fotocopiate che circolano nelle scuole, furti del volume nelle biblioteche, fino a veri e propri samizdat, finché la casa editrice Laterza  non ne riacquista i diritti e lo ripubblica nel 2019.
Il suo terzo libro è il romanzo Se fossi fuoco arderei Firenze, che utilizza una struttura corale a "ronda", è uscito nell'ottobre 2011 per la collana Contromano di Laterza.
Sempre nel 2011 pubblica il romanzo L'ascensione di Roberto Baggio (Mattioli 1885), scritto a quattro mani col drammaturgo Matteo Salimbeni.
Nel 2012 pubblica il romanzo breve Tutti i ragni (:duepunti), per la collana "ZOO", diretta da Giorgio Vasta e Dario Voltolini, tradotto in tedesco nel 2014.
Nel 2013, oltre a In territorio nemico, pubblica la versione definitiva di Personaggi precari per Voland e il romanzo fantastico Terra ignota per Mondadori, a cui segue Terra ignota 2 - Le figlie del rito nel 2014. Quando, come in questi casi, firma testi fantastici, aggiunge alla firma la sigla HG per sottolineare che si tratta di un percorso parallelo a quello principale; tale sigla è un omaggio a Guido Morselli.
Nel 2015 pubblica il romanzo Muro di casse che apre la collana Solaris di Laterza. Sempre nel 2015 è incluso nell'antologia minimum fax L'età della febbre dei migliori scrittori italiani under-40.
Nel 2017 pubblica, sempre per Laterza, il romanzo La stanza profonda, che costituisce la prima partecipazione al Premio Strega della storia dell'editore. Il libro conosce un immediato successo di pubblico, andando in ristampa alla prima settimana e altre quattro volte nel mese successivo. Sempre nel 2017 esce per Mondadori L'impero del sogno, concepito per essere allo stesso tempo un romanzo fantastico a sé stante ed un prequel di Terra Ignota.
Nel 2019 pubblica per Mondadori I fratelli Michelangelo e ripubblica, per Laterza, il suo primo romanzo Gli interessi in comune.
Nel 2020 pubblica per minimum fax il saggio La scrittura non si insegna, tradotto in Francia da Denoël e in tutto il mondo ispanofono da Galaxia Gutenberg.
Nel 2022 pubblica per Mondadori il romanzo La verità su tutto, Premio Viareggio selezione della Giuria.
Nel 2023 pubblica la raccolta poetica Altre stanze per Le Lettere (menzione speciale al Premio di Poesia Paolo Prestigiacomo ), che presenta le prime 198 poesie in lingua inglese del progetto 999 rooms e il romanzo-saggio Dilaga ovunque per Laterza, che nel maggio 2024 entra nella cinquina finalista del Premio Campiello.
Nel 2024 pubblica per Einaudi il saggio breve Dopo il Rinascimento psichedelico.
Nel 2025 pubblica per Mondadori il romanzo Il detective sonnambulo.

## Attività giornalistica, critica e editoriale
Santoni scrive sulle pagine culturali del Corriere della Sera e sul dorso toscano dello stesso giornale. 
Ha pubblicato racconti, saggi e reportage, oltre a interviste ad autori internazionali come Margaret Atwood, Emmanuel Carrère, Mircea Cărtărescu, Dave Eggers, Gerald Murnane, William Gibson, Frank Miller, László Krasznahorkai, Irvine Welsh, Richard Powers, Susanna Clarke, Georgi Gospodinov, Ben Lerner. Karl Ove Knausgård, James Ellroy o il Nobel J.M.G. Le Clézio, su La Lettura del Corriere della Sera di cui è una delle firme letterarie e altre testate come Internazionale, Linus, il manifesto, Le parole e le cose o Nazione Indiana. In passato ha scritto su Mucchio Selvaggio, Vice, Orwell, Carmilla, Nuovi Argomenti, Alfabeta2, minima&moralia, Argo, GAMMM, Rolling Stone e pagina99.
Dal 2008 tiene una rubrica quotidiana e una settimanale sul dorso toscano del Corriere della Sera. 
Per il teatro ha scritto Tributo alla ginestra ancor nascente e Expoi (con Matteo Salimbeni e Giorgio Finamore), entrambi per la regia di Federico Grazzini.
Ha tradotto Immagino tu sia andato in buca di Irvine Welsh (Transeuropa 2013) e Rovine di Peter Kuper (Tunué 2017, Eisner Award 2015).
Dal 2014 al 2021 ha diretto la narrativa di Tunué – editori dell'immaginario, affermatasi come una delle principali fucine italiane di nuovi talenti letterari.

## Accoglienza critica
Partito in sordina, Santoni ha cominciato a ricevere un certo riconoscimento critico a partire dal 2011, con la pubblicazione di Se fossi fuoco arderei Firenze, mettendosi poi definitivamente in risalto nel 2013, a seguito della riedizione del suo esordio Personaggi precari, venendo successivamente valutato come uno degli autori italiani più influenti della sua generazione. È stato paragonato a Guido Ceronetti e Aldo Busi per lo stile della sua prosa, mentre Tiziano Scarpa lo ha accostato a Georges Perec, segnatamente per la fattura del suo esordio. La sua produzione fantastica è stata invece paragonata da Valerio Evangelisti a quella di Alfred Kubin.
Caratteristica precipua dell'opera di Santoni è anche l'interconnessione dei suoi vari romanzi, che pur restando autoconclusivi concorrono alla formazione di un'unica macro-narrazione. Ad esempio, concorrono alla medesima continuità i romanzi Gli interessi in comune, Muro di casse, La stanza profonda, I fratelli Michelangelo e La verità su tutto, e altri lavori presentano connessioni ulteriori, come il racconto Emma & Cleo. 
La saga fantastica di Terra ignota, pur indipendente, si ricollega al suo corpus principale d'opere realistiche mediante il prequel L'impero del sogno.
Se fossi fuoco arderei Firenze, pur presentando un nesso tematico (la dicotomia città/provincia) con il romanzo d'esordio Gli interessi in comune, palesa seppur molto più blandamente una comune ambientazione narrativa, circoscritta alle comparsate di alcuni personaggi, con tutto il resto della sua produzione. Da tutto ciò sono esclusi Personaggi precari e Tutti i ragni, che sono invece esterni a tale continuità, al pari dei lavori poetici Alcune stanze e Altre stanze.
Nel 2023 è incluso tra i dodici nuovi autori degni di nota nel manuale di "Letteratura italiana del Novecento" per le scuole di Giulio Ferroni.

## Opere

### Romanzi
- Gli interessi in comune, Feltrinelli, 2008; Laterza, 2019
- Se fossi fuoco arderei Firenze, Laterza, 2011
- Muro di casse, Laterza, 2015
- La stanza profonda, Laterza, 2017
- I fratelli Michelangelo, Mondadori, 2019
- La verità su tutto, Mondadori, 2022
- Dilaga ovunque, Laterza, 2023
- Il detective sonnambulo, Mondadori, 2025

### Romanzi fantastici
- Terra ignota, Mondadori, 2013
- Terra ignota 2 – Le figlie del rito, Mondadori, 2014
- L'impero del sogno, Mondadori, 2017

### Romanzi brevi e racconti
- Tutti i ragni, :duepunti edizioni, 2012
- Tre gocce, in "Nuovi Argomenti" 68, Mondadori 2014
- Emma & Cleo, in L'età della febbre, minimum fax, 2015
- La solitudine della verità, in L'agenda ritrovata, Feltrinelli, 2017
- Trovare un approdo, in Se tu segui tua stella, non puoi fallire, Rizzoli, 2021
- La capra ferrata, in L'anno del fuoco segreto, Bompiani, 2023
- Scrivere al bar, in Dove si scrive, come si scrive Rizzoli, 2023[64]

### Romanzi a più mani
- L'Ascensione di Roberto Baggio, Mattioli 1885, 2011 (con Matteo Salimbeni)
- In territorio nemico, minimum fax, 2013 (con Gregorio Magini e Scrittura Industriale Collettiva)

### Epigrammi
- Personaggi precari, RGB, 2007; Voland, 2013, 2017 e 2024 (con una postfazione di Raoul Bruni)

### Saggi
- La scrittura non si insegna, minimum fax, 2020
- Dopo il Rinascimento psichedelico, Quanti Einaudi, 2024

### Poesia
- Alcune stanze / Some Rooms[65], GAMMM, 2016
- Altre stanze / Other rooms, Le Lettere 2023[27]

### Fumetti
- E così vuoi sapere da dove vieni, su linus, 1º agosto 2022; Il destino dell'errante, su "L'Indiscreto", 5 agosto 2022; Un romanzo per l'A.I., su "La Lettura" del Corriere della Sera, 28 agosto 2022; disegnati dall'A.I. Midjourney
- Space travel & fake news, "La revue dessinée Italia", 1º settembre 2022, disegnato da Nalsco

### Prefazioni e postfazioni
- Mircea Cărtărescu, Abbacinante – L’ala sinistra, 2018
- Rodrigo Fresán, La parte inventata, 2019
- Dale Pendell, Pharmako/Gnosis, 2021
- Giovanni Papini, I racconti, 2022
- David Ely, Istituto di bella morte, 2022
- Brian Blomerth, Bicycle Day, 2023
- Albert Hofmann, Lo scienziato divino, 2023
- H.P. Lovecraft, Il richiamo di Cthulhu e altri racconti, 2023
- Imre Oravecz, L’uomo che pesca, 2023
- Álvaro Estrada e María Sabina, Vita di María Sabina, 2024